# Magaz de Pisuerga
Magaz de Pisuerga è un comune spagnolo di 729 abitanti situato nella comunità autonoma di Castiglia e León.